# Ron Clements

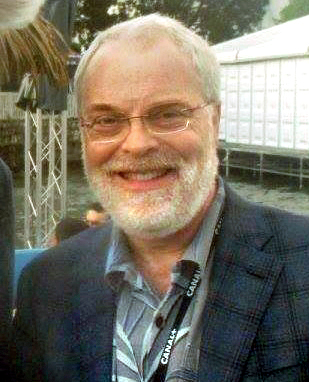
Ron Clements beim Festival d’Animation Annecy 2016

Ron Clements (* 25. April 1953 in Sioux City, Iowa, USA) ist ein US-amerikanischer Animator und Zeichentrickfilmregisseur.

## Karriere
Nachdem er das Art of College of Design in Pasadena absolviert hatte, begann Clements seine Karriere als Animator bei Hanna-Barbera. Nach einigen Monaten wechselte Clements zu der Walt Disney Company und lernte dort John Musker kennen. Bei der Walt Disney Company arbeiteten sie an Filmen mit wie Bernhard und Bianca, Elliot, das Schmunzelmonster, Cap und Capper und Taran und der Zauberkessel. Der erste Film, bei dem Clements und Musker Regie führten, war Basil, der große Mäusedetektiv, später folgte Arielle, die Meerjungfrau. 1992 führte das Duo bei dem sehr erfolgreichen Film Aladdin Regie, der 1997 erschienene Film Hercules wurde von Kritikern gelobt. Kommerziell deutlich weniger erfolgreich war Der Schatzplanet. Ron Clements stellt zusammen mit John Musker eines der führenden Teams des zeitgenössischen Zeichentrickfilms dar.
2010 brachte ihm der Animationsfilm Küss den Frosch eine Oscar-Nominierung ein.

## Filmografie (Auswahl)
- 1977: Bernard und Bianca – Die Mäusepolizei (The Rescuers, Animation)
- 1978: Elliot, das Schmunzelmonster (Pete’s Dragon, Animation)
- 1981: Cap und Capper (The Fox and the Hound, Animation)
- 1985: Taran und der Zauberkessel (The Black Cauldron, Drehbuchergänzung)
- 1986: Basil, der große Mäusedetektiv (The Great Mouse Detective, Regie und Drehbuch)
- 1989: Arielle, die Meerjungfrau (The Little Mermaid, Regie und Drehbuch)
- 1992: Aladdin (Regie und Drehbuch)
- 1997: Hercules (Regie, Drehbuch und Produktion)
- 2002: Der Schatzplanet (Treasure Planet, Regie, Drehbuch und Produktion)
- 2009: Küss den Frosch (The Princess and the Frog, Regie)
- 2016: Vaiana (Moana, Regie und Drehbuch)